# 玉穂村
玉穂村（たまほむら）は、静岡県の北東、富士山東麓にあった駿東郡の村。1955年に周辺町村と合併し、御殿場市になった。

## 地理
御厨地方の中心部の富士山寄りに位置する。西部は富士山麓の原野を有する。
- 山：宝永山

## 歴史
- 1889年（明治22年）4月1日に中畑村、茱萸沢村（ぐみざわむら）、川柳新田、萩原村字飯盛塚・林頭が合併して玉穂村が発足。
- 1955年（昭和30年）2月11日に御殿場町、富士岡村、原里村、印野村と合併し、御殿場市になった。村役場は御殿場市役所玉穂支所に、村有財産は御殿場市玉穂財産区に引き継がれた。

## 交通
- 御殿場線御殿場駅が最寄